# Instituto Voz
O Instituto VOZ é uma Organização da Sociedade Civil de Interesse Público, que tem como missão agir e incentivar aqueles que atuem para a manifestação do pensamento, da criação, da expressão e da informação, sob qualquer forma, processo e veículo.
O iVoz atua enquanto uma rede interdisciplinar de produtores artísticos, culturais e educadores que se organizam coletivamente a fim de atuarem suprindo a falta de acesso à informação e à cultura que aflige a sociedade brasileira, sobretudo as que vivem em situação de vulnerabilidade social, entendendo tratar-se de um direito inalienável do indivíduo, sendo também indispensável à compreensão e ao exercício da cidadania.
Seu principal objetivo é a troca de conhecimentos, a produção cultural independente, a formação de Redes e atividades voltadas à geração de trabalho e renda. Fomentando ações coletivas pautadas pelos princípios norteadores da Economia Solidária.
Site do Instituto Voz